# Simuschir
Simuschir (russisch Симушир; jap. 新知島, Shimushiru-tō) ist eine unbewohnte Vulkaninsel im Pazifischen Ozean, die geographisch zur Zentralgruppe der Kurilen und somit politisch zur Oblast Sachalin von Russland gehört.

## Geographie
Die Insel ist 59 km lang, 12 km breit und weist eine Fläche von rund 227,6 km² auf. Die langgestreckte Insel wird durch eine Aneinanderreihung von mehreren Vulkanen gebildet. Aufgelistet von Nordost nach Südwest sind dies:
- Urataman, 678 m hoher Somma-Vulkan am Nordost-Zipfel von Simuschir. Seine Caldera mit einem Durchmesser von 7,5 km befindet sich teilweise im Meer.
- Prewo, 1360 m hoher Stratovulkan.
- Sawarizkogo, 1957 letzte Eruption; bis zu 624 m hoch; Verschachtelung von 3 Calderen mit Durchmessern von 10, 8 und 3 Kilometern; der Kratersee liegt in rund 40 m Höhe.
- Milna, 1539 m hoher Somma-Vulkan im äußersten Südwesten der Insel und deren höchste Erhebung.
- Gorjaschtschaja Sopka, 1918 letzter Ausbruch; 891 m hoher Stratovulkan nordwestlich des Milna gelegen.

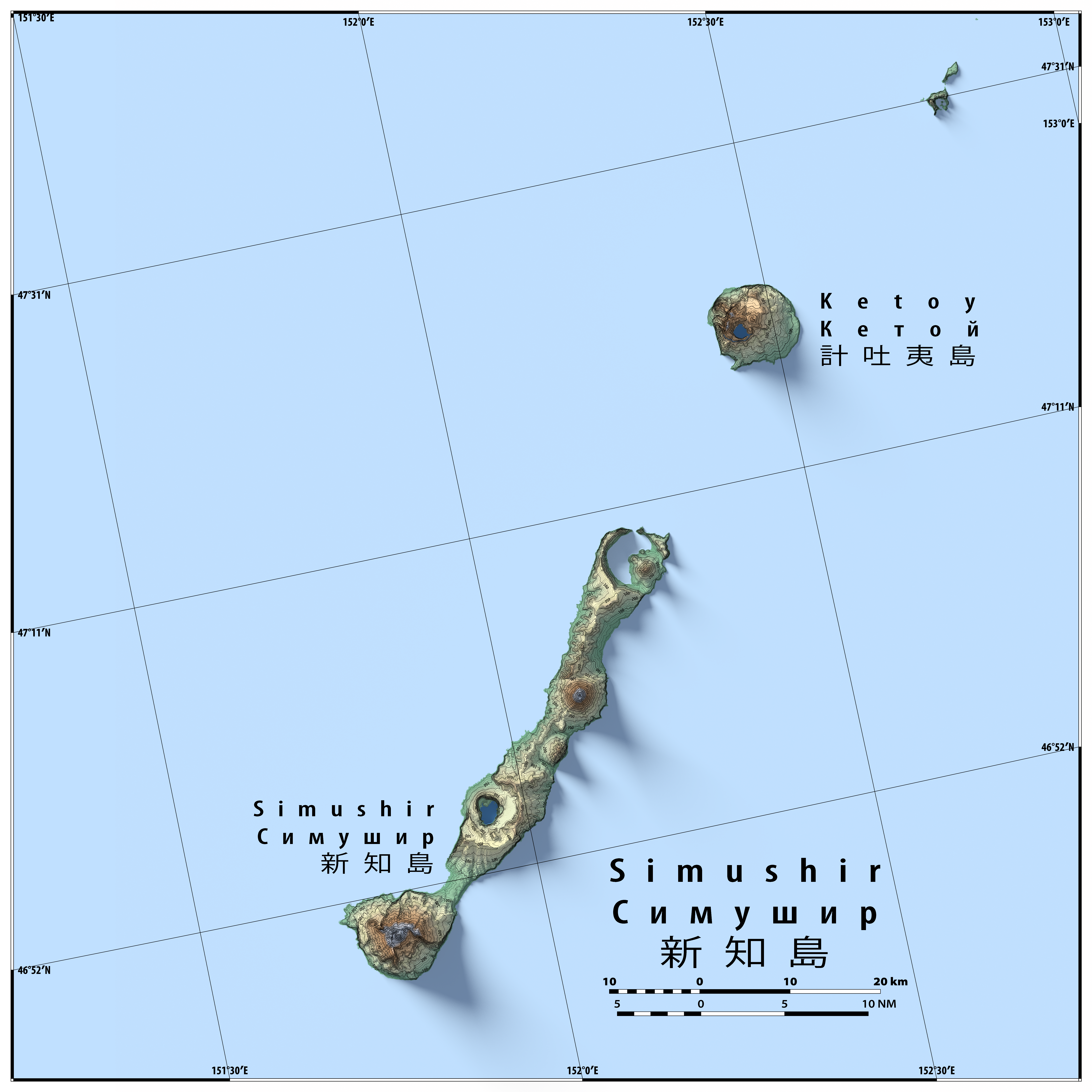
Topographische Karte von Simushir

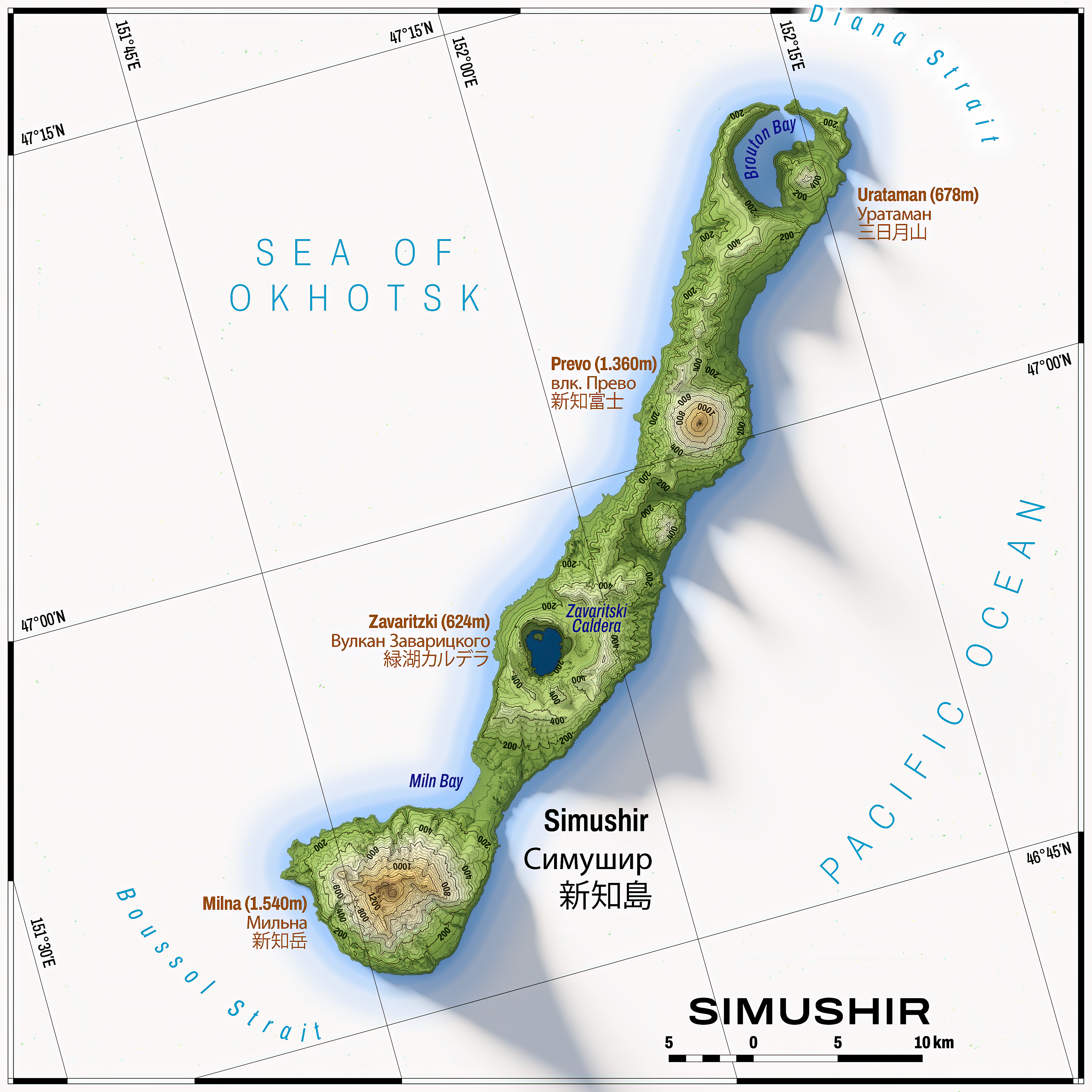
Detailkarte von Simushir

## Geschichte
Die Insel wurde zum ersten Mal von den Ainu im 19. Jahrhundert besiedelt. Im Vertrag von San Francisco wurde die Insel 1952 abgetreten. Zuvor gehörte sie zum Shimushiru-gun, Unterpräfektur Nemuro, Präfektur Hokkaidō, Japan. Zur Zeit des Bestehens der Sowjetunion wurde die Insel zu militärischen Zwecken genutzt. Am Nordende der Insel befindet sich ein ehemaliger U-Boot-Stützpunkt.
Im Sommer 1831 brach der Vulkan Zavaritskii auf Simuschir so heftig aus, dass die nördliche Hemisphäre sich in den Jahren 1831–1833 deutlich abkühlte.